# Thái Văn Thành
Thái Văn Thành (sinh ngày 10 tháng 1 năm 1969) là nhà giáo dục, Đại biểu Quốc hội nước Cộng hòa xã hội chủ nghĩa Việt Nam. Ông hiện là Tỉnh ủy viên, Bí thư Đảng ủy, Giám đốc Sở Giáo dục và Đào tạo tỉnh Nghệ An, Ủy viên Ủy ban Văn hóa, Giáo dục của Quốc hội,  Đại biểu Quốc hội khóa XV từ Nghệ An. Ông từng là Phó Bí thư Đảng ủy, Phó Hiệu trưởng Trường Đại học Vinh, Ủy viên Ban Thường vụ Công đoàn Giáo dục Việt Nam.
Thái Văn Thành là đảng viên Đảng Cộng sản Việt Nam, học hàm, học vị và chức danh Giáo sư, Tiến sĩ, Nhà giáo ưu tú ngành Giáo dục, Cao cấp lý luận chính trị. Ông có gần 30 năm giảng dạy, quản lý giáo dục và nghiên cứu khoa học ở Đại học Vinh, rồi tham gia chính quyền địa phương cũng như hoạt động Quốc hội.

## Xuất thân và giáo dục
Thái Văn Thành sinh ngày 10 tháng 1 năm 1969 tại phường Vinh Tân, thành phố Vinh, tỉnh Nghệ An. Ông lớn lên và tốt nghiệp phổ thông ở Vinh, thi đỗ và theo học Trường Đại học Vinh, tốt nghiệp Cử nhân Sư phạm vật lý. Ông là nghiên cứu sinh chuyên ngành lý luận và lịch sử sư phạm học ở Viện Khoa học giáo dục Việt Nam, bảo vệ thành công luận án tiến sĩ đề tài "Phương pháp sử dụng phần mềm dạy học theo hướng tích cực hóa quá trình nhận thức trong dạy học ở bậc tiểu học", trở thành Tiến sĩ Quản lý giáo dục vào năm 1999. Ông được kết nạp Đảng Cộng sản Việt Nam vào ngày 22 tháng 11 năm 1995, trở thành đảng viên chính thức sau đó 1 năm, từng theo học các khóa chính trị ở Học viện Chính trị Quốc gia Hồ Chí Minh và tốt nghiệp Cao cấp lý luận chính trị.

## Sự nghiệp
Tháng 9 năm 1990, sau khi tốt nghiệp Đại học Vinh, Thái Văn Thành ở lại trường, là Giảng viên Khoa Giáo dục tiểu học của trường. Ông công tác liên tục thời gian dài ở đây, đến tháng 12 năm 1999 thì nhậm chức Phó Trưởng khoa Giáo dục Tiểu học, sau đó 4 năm vào tháng 12 năm 2003 thì chuyển vị trí sang Phó Trưởng phòng Tổ chức – Cán bộ. Tháng 8 năm 2005, ông được thăng chức Bí thư Chi bộ, Trưởng phòng Tổ chức – Cán bộ, đồng thời là Ủy viên Ban Chấp hành Đảng bộ Trường từ tháng 5 năm 2005. Tháng 1 năm 2010, ông được bổ nhiệm làm Phó Hiệu trưởng Đại học Vinh, được bầu vào Ban Thường vụ Đảng ủy trường từ tháng 5 cùng năm, kiêm nhiệm là Phó Chủ tịch Công đoàn trường, Ủy viên Ban Thường vụ Công đoàn Giáo dục Việt Nam từ tháng 3 năm 2013. Ông cũng được bầu làm Phó Bí thư Đảng ủy trường từ tháng 5 năm 2016, trúng cử Đại biểu Hội đồng nhân dân tỉnh Nghệ An khóa XVII, nhiệm kỳ 2016–2021. Trong những năm công tác ở Đại học Vinh, ông tập trung giảng dạy, quản lý giáo dục lẫn nghiên cứu khoa học, xuất bản nhiều công trình khoa học giáo dục, được phong học hàm Phó Giáo sư rồi Giáo sư ngành Giáo dục, phong tặng danh hiệu Nhà giáo ưu tú.
Tháng 3 năm 2019, Thái Văn Thành miễn nhiệm công tác ở Đại học Vinh sau gần 30 năm, được bổ nhiệm làm Bí thư Đảng ủy, Giám đốc Sở Giáo dục và Đào tạo tỉnh Nghệ An, và Giáo sư đầu tiên giữ chức vụ này của tỉnh. Vào tháng 10 năm 2020, tại Đại hội Đảng bộ tỉnh Nghệ An lần thứ XIX, nhiệm kỳ 2020–2025, ông được bầu làm Ủy viên Ban Chấp hành Đảng bộ tỉnh. Năm 2021, với sự giới thiệu của Ủy ban Trung ương Mặt trận Tổ quốc Việt Nam tỉnh, ông tham gia ứng cử đại biểu Quốc hội từ Nghệ An, thuộc đơn vị bầu cử số 4 gồm thành phố Vinh, huyện Thanh Chương, Nam Đàn, Hưng Nguyên, rồi trúng cử Đại biểu Quốc hội khóa XV với tỷ lệ 83,59%. Trong nhiệm kỳ này, ông cũng được phân công là Ủy viên Ủy ban Văn hóa, Giáo dục của Quốc hội.

## Sách
- Thái Văn Thành (2014). Đổi mới quản lý nhà trường đại học Việt Nam: Thực trạng và giải pháp. Vinh: Đại học Vinh.
- Thái Văn Thành (2015). Đảm bảo chất lượng đào tạo của các trường/khoa đại học sư phạm trong bối cảnh đổi mới giáo dục và hội nhập quốc tế. Vinh: Đại học Vinh.
- Thái Văn Thành (2015). Công tác quản lý trường tiểu học: Giáo trình dùng cho đào tạo trình độ thạc sĩ chuyên ngành giáo dục học (bậc tiểu học). Vinh: Đại học Vinh.
- Thái Văn Thành (2015). Nâng cao hiệu quả quản lý hoạt động dạy học các trường phổ thông tỉnh Bình Dương. Vinh: Đại học Vinh.
- Thái Văn Thành (2016). Giáo trình đổi mới quản lý cơ sở giáo dục trong bối cảnh hiện nay: Dùng cho học viên sau đại học chuyên ngành quản lý giáo dục. Vinh: Đại học Vinh.
- Thái Văn Thành (2016). Phát triển đội ngũ trưởng bộ môn trường đại học Việt Nam – Những vấn đề lý luận và thực tiễn. Vinh: Đại học Vinh.
- Thái Văn Thành (2017). Quản lý nhà trường phổ thông trong bối cảnh hiện nay: Sách chuyên khảo. Vinh: Đại học Vinh.

## Khen thưởng
Trong sự nghiệp, Thái Văn Thành được trao nhiều giải thưởng khoa học và xã hội, trong đó có:
- Huân chương Lao động hạng Nhì, 2022;
- Huân chương Lao động hạng Ba;